# Фау-1

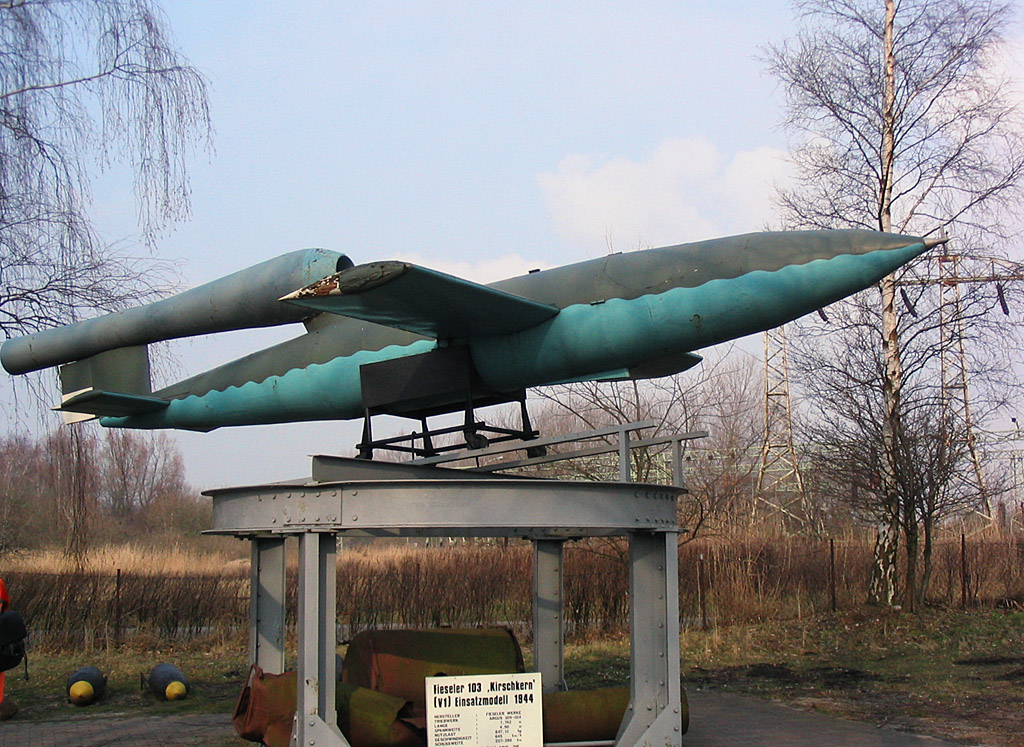
Фау-1 в музеї в Пенемюнде

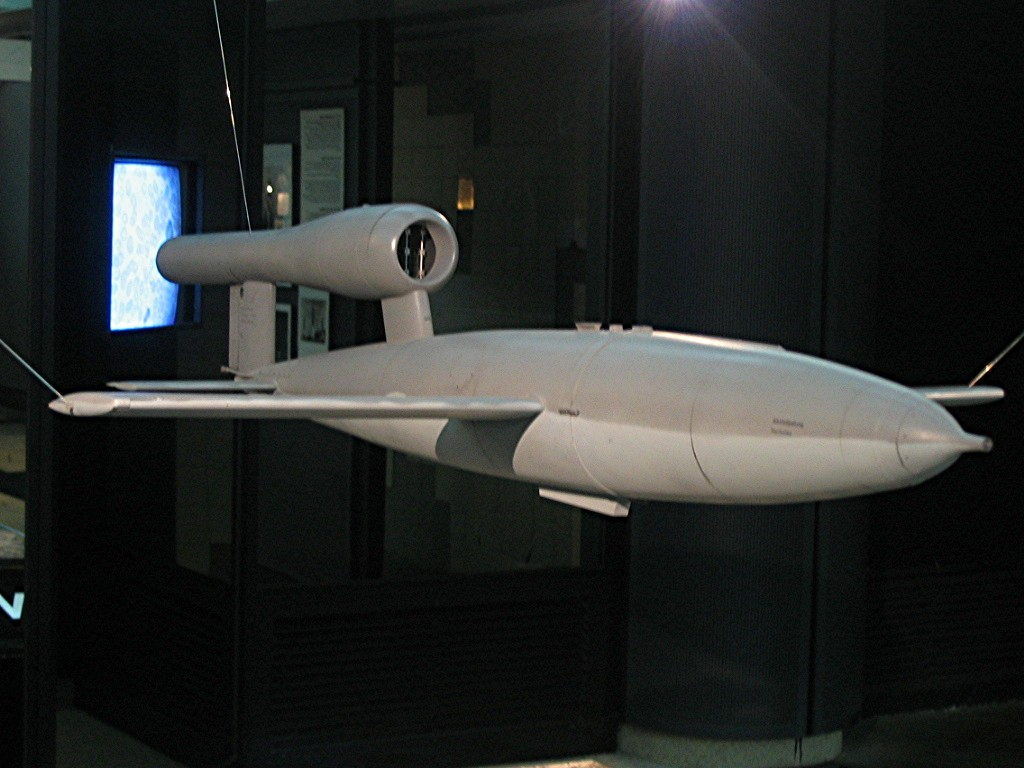
Фау-1

«Фау-1», V-1 (також Fi-103, FZG 76) — крилата ракета, що перебувала на озброєнні армії Німеччини в кінці Другої світової війни. Розроблена компанією Fieseler. Ракета була частиною програми «зброї відплати» (нім. Vergeltungswaffe), звідки й назва V-1.
Фау-1 була оснащена пульсуючим повітряно-реактивним двигуном (ПуПРД) і несла бойову частину масою 750—1000 кг. Дальність польоту — 250 км, Пізніше була доведена до 400 км.
Точність ракети була вкрай низька, тому вона була придатна лише для терору мирного населення в Лондоні. Удари нею відбувались із червня 1944 року.

## Історія
Експериментальна станція «Куммерсдорф-Захід» була розташована між двома артилерійськими полігонами Куммерсдорфа, приблизно за 3 кілометри на південь від Берліна, в рідкому сосновому лісі провінції Бранденбург. На станції було зосереджене краще випробувальне обладнання та випробувальні стенди для ракет на твердому та рідкому паливі.
У 1930-ті роки на полігоні Куммерсдорфа Вернер фон Браун потрапив у підпорядкування до капітана Вальтера Дорнбергера, разом з яким він працював багато років. Дорнбергер проводив розробку реактивних снарядів на бездимному поросі. Починаючи з 1937 року фон Браун розпочав випробування великих ракет на новому полігоні «Пенемюнде» на острові Узедом в Балтійському морі, який почали будувати в 1935 році.
Перше випробування ракети відбулося 21 грудня 1932 року, в роботі брав участь інженер-випробувач і конструктор Вальтер Рідель з фірми «Хейланд», розташованої в містечку Брітц. Інженер Артур Рудольф запропонував відділу озброєнь повністю автоматизований двигун на рідкому паливі з тягою 295 кілограмів і часом горіння шістдесят секунд.
Під час невдалого демонстраційного польоту, ракета, побудована групою Ракетенфлюгплац, вертикально піднялася на 30 метрів, потім різко лягла на горизонтальний курс і звалилася в ліс. Цей ракетний двигун був першим з розроблених, створених і випробуваних на полігоні. Він був зроблений з міді, сферичні ємності з киснем і спиртом розташовувалися нагорі, відокремлені від камери згоряння, яка була обладнана системою охолодження.
Проєкт ракети Fi-103, розроблений конструкторами Робертом Луссером (фірма Fieseler) і Фрітцем Госслау (фірма Argus Motoren), був запропонований Технічному управлінню Міністерства авіації в липні 1941 року. Під час робіт з проєктування, а пізніше і на випробуваннях, виникла необхідність в стабілізації ракети в польоті, тому її оснастили гіроскопом і встановили стабілізатори.
Виробництво ракети розпочато наприкінці 1942 року, на острові Узедом (розташованому в Балтійському морі, навпроти гирла річки Одер). Під час Другої світової війни на острові був концтабір, робоча сила з якого і була використана на підприємствах по виробництву Фау-1.
Перша розвідувальна інформація про дослідницький центр і заводи в Пенемюнде, на яких збирали ракети «Фау-1» і «Фау-2», була отримана восени 1942 року розвідкою Армії крайової (АК). В березні 1943 року в Лондон був відправлений докладний рапорт. Це дозволило англійцям 17-18 серпня 1943 року провести масовану бомбову атаку, що на кілька місяців призупинило виробництво «диво-зброї».

## Конструкція

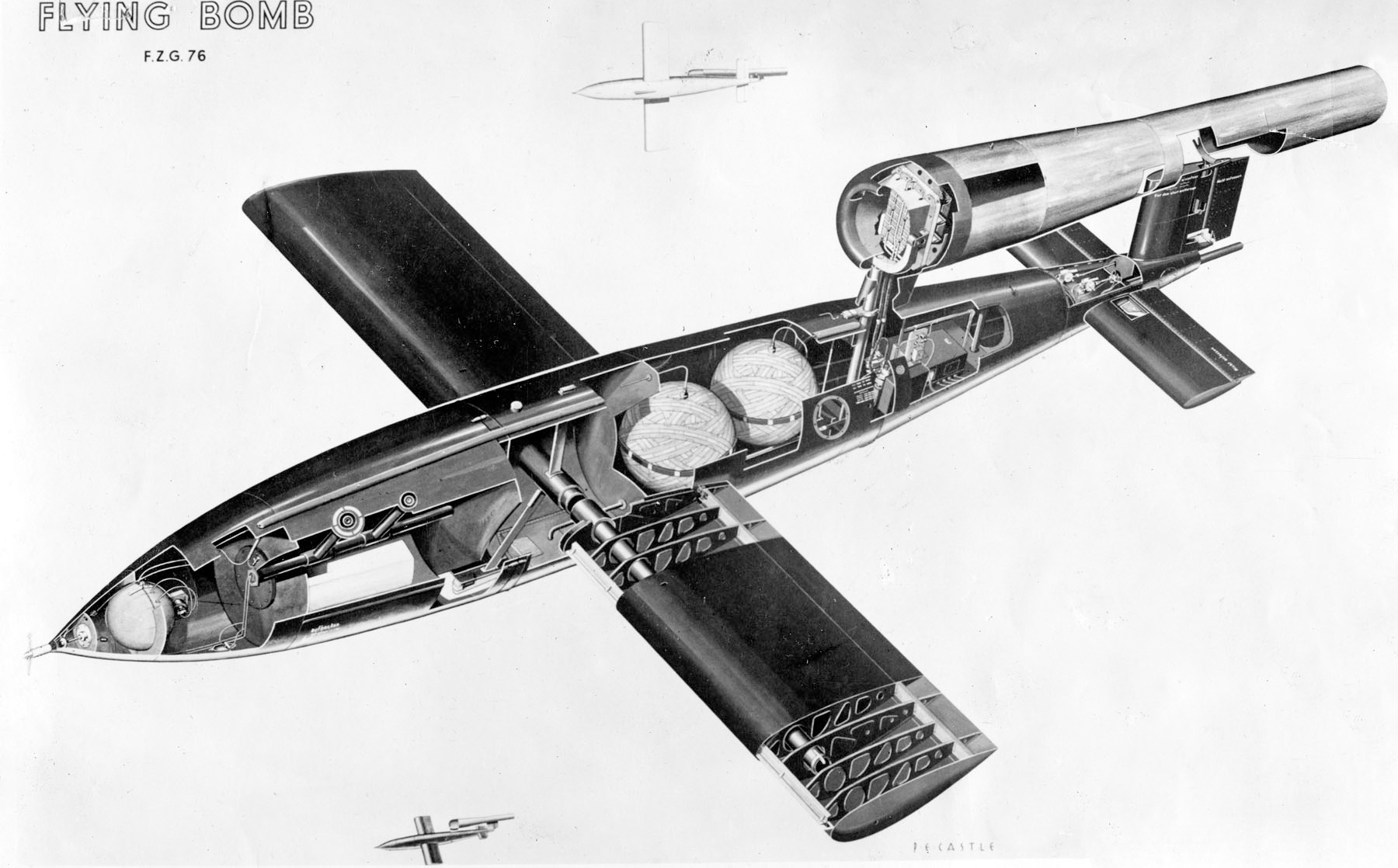
Конструкція Фау-1

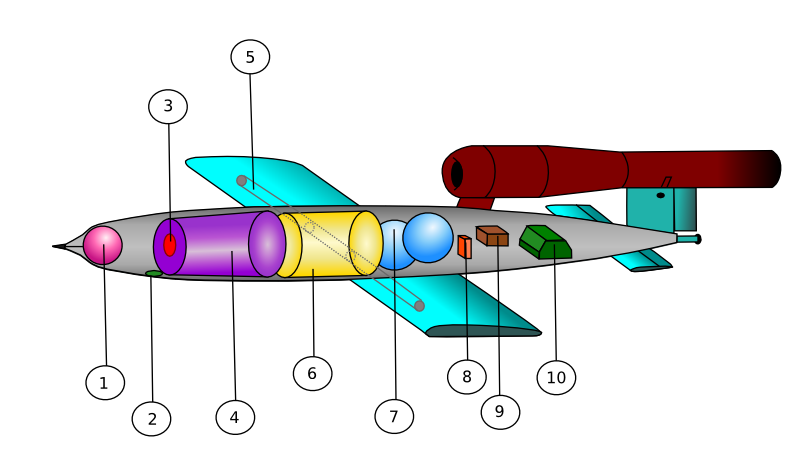

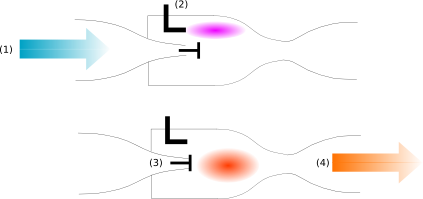
Схема роботи ПуПРД

Управління дальністю польоту

### Короткі ТТХ
- Довжина, м: 7,75
- Розмах крила, м: 5,3 (пізніше 5,7)
- Діаметр фюзеляжу, м: 0,85
- Висота, м: 1,42 (1,55)
- Споряджена маса, кг: 2160
- Двигун: 1 ПуПРД Argus As 014 з тягою 2,9 кН (296 кгс)
- Максимальна швидкість польоту: 656 км/год (0,53М); швидкість збільшувалася у міру полегшення апарату (з витратою палива) — до 800 км/год (бл. 0,65М).
- Максимальна дальність польоту, км: 286
- Практична стеля, м: 2700—3050 (на практиці літав на висотах від 100 до 1000 метрів)
- Маса бойової частини, кг: 700—1000, спорядження Аммотол
- Витрата палива, л/км: 2,35
- Ємність бака, л: 550—640, бензина (80-октанового).
- Кругове ймовірне відхилення (розрахункове), км: 0,9
- Вартість ракети (проєктна), рейхсмарок: 10 тис. В кінці війни — 3,5 тис. при використанні праці ув'язнених.

### Фюзеляж
Фюзеляж Фау-1 являв собою веретеноподібне тіло обертання завдовжки 6,58 метра і максимальним діаметром 0,823 метра. Фюзеляж виконаний переважно з тонколистової сталі, з'єднання листів зварюванням, крила виконані аналогічним чином, або з фанери. Фау-1 був спроєктований за звичайною аеродинамічною схемою: мав крила постійної хорди 1 метр, 5,4 метра розмахом і з профілем товщиною близько 14 %. Над фюзеляжем Фау-1 мав ПуПРД завдовжки близько 3,25 метра.

### Двигун
Літак-снаряд Фау-1 є найвідомішим літальним апаратом, оснащеним ПуПРД. Вибір цього типу двигуна був продиктований, головним чином, простотою конструкції і, як наслідок, малими трудовитратами на виготовлення, що було виправдано при масовому виробництві крилатих ракет. Двигун розроблений наприкінці 1930-х роках конструктором Паулем Шмідтом. Зразок двигуна Argus-Schmidtrohr (As109-014) був створений фірмою «Argus Motoren» в 1938 році.

### Система Керування
Система керування снарядом являє собою автопілот, що утримує снаряд на заданих при старті курсі і висоті протягом усього польоту.
Стабілізація за курсом і тангажем здійснюється на базі показань 3-ступеневого (головного) гіроскопа, які підсумовуються по тангажу з показаннями барометричного датчика висоти, а по курсу і тангажу — зі значеннями відповідних кутових швидкостей, вимірюваних двома гіроскопами (для демпфірування коливань снаряда навколо власного центру мас). Наведення на ціль виконується перед стартом по магнітному компасу, який входить до складу системи керування — якщо курс снаряда відхиляється від заданого за компасом, електромагнітний механізм корекції впливає на рамку тангажа головного гіроскопа, що змушує його прецесувати по курсу в напрямку зменшення неузгодженості з курсом за компасом, а система стабілізації приводить снаряд до цього курсу.
Керування з крену відсутнє — завдяки своїй аеродинаміці снаряд досить стійкий до відхилень навколо поздовжньої осі.
Логічна та виконавча частина системи керування реалізована засобами пневматики і працює на стисненому повітрі. Кутові показання гіроскопів за допомогою поворотних сопел зі стисненим повітрям перетворюються на форму повітряного тиску в вихідних патрубках перетворювача, в цій формі показники підсумовуються по відповідних каналах керування (з відповідно підібраними коефіцієнтами) і приводять в дію золотники пневматичних машинок рулів курсу і висоти. Гіроскопи розкручуються також стисненим повітрям, який подається на турбіни, що становлять частину їх роторів. Для функціонування системи керування на снаряді використовувався кульової форми балон зі стисненим повітрям під тиском 150 атм.
Керування дальністю польоту здійснюється за допомогою механічного лічильника, на якому перед стартом встановлюється величина необхідної дальності, а лопатевий анемометр, розміщений на носі снаряда, обертається набігаючим[уточнити] потоком повітря і скручує лічильник до нуля по досягненні необхідної дальності (з точністю ± 6 км). При цьому розблоковуються ударні детонатори бойової частини і видається команда на пікірування («відсікається» подача повітря в машинку керма висоти).

## Запуск «Фау-1»

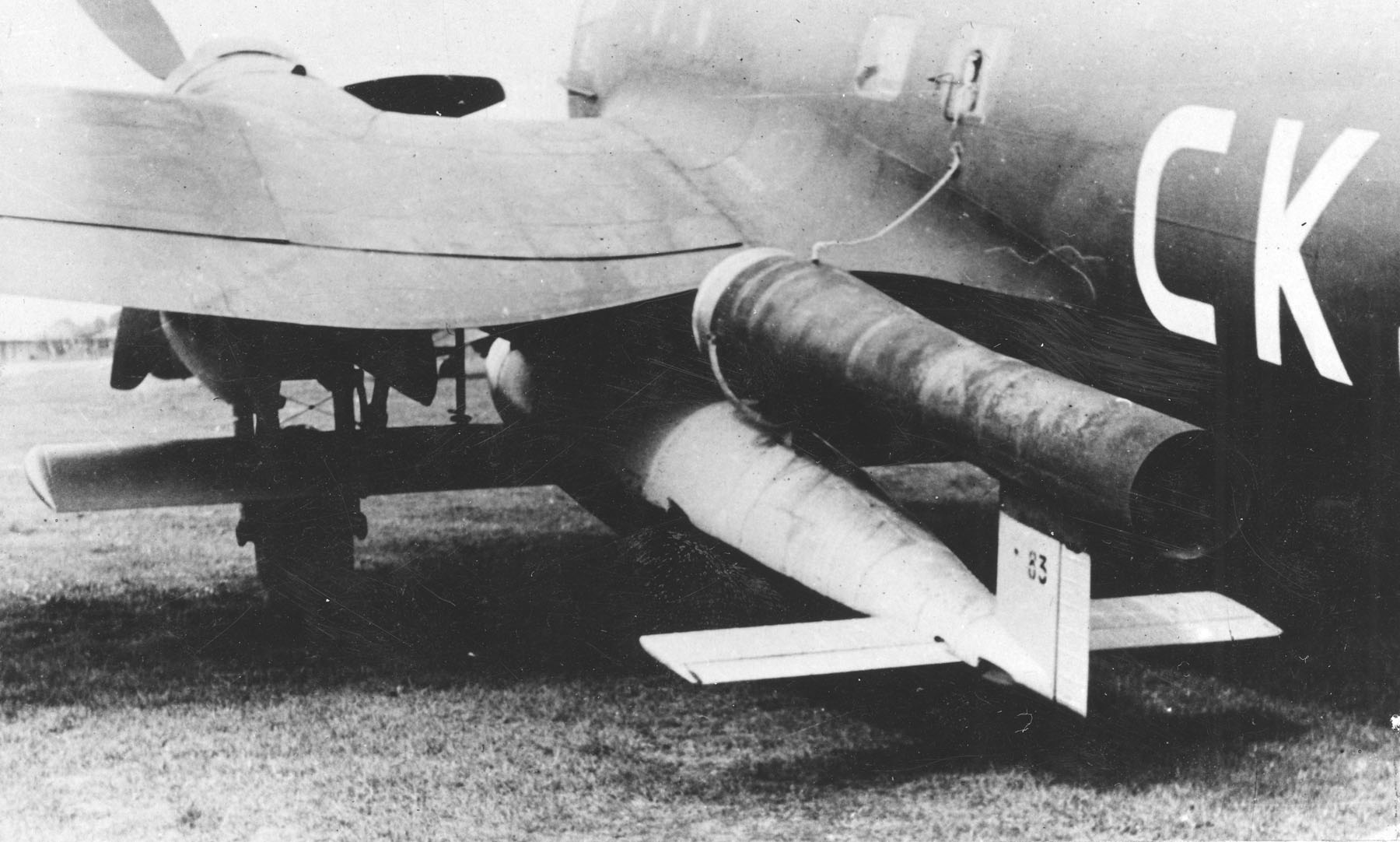
Фау-1 на модифікованому He 111

ПуПРД ефективний тільки при досягненні снарядом певної початкової швидкості. Це спричиняє необхідність технічних засобів забезпечення цієї початкової швидкості при запуску. Існувало два варіанти запуску снаряда:
- Зі стаціонарної наземної пускової установки  — катапульти Вальтера[1].
- З літака-носія, в ролі якого використовувався бомбардувальник He 111[2]. Снаряд підвішувався до носія асиметрично — під одне крило поруч з фюзеляжем, що пояснюється сильно виступаючим над корпусом снаряда двигуном.

Хоча перші, експериментальні пуски Фау-1 виконувалися з літака-носія, велика частина бойових пусків була здійснена з наземних установок.

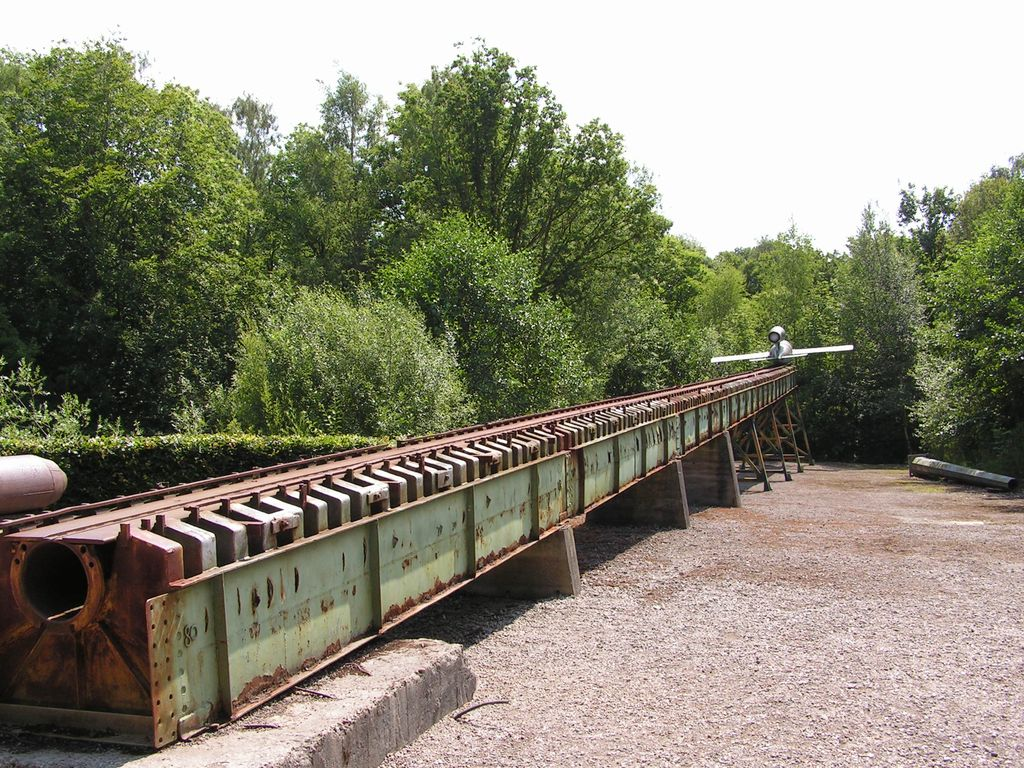
Катапульта для запуску V-1

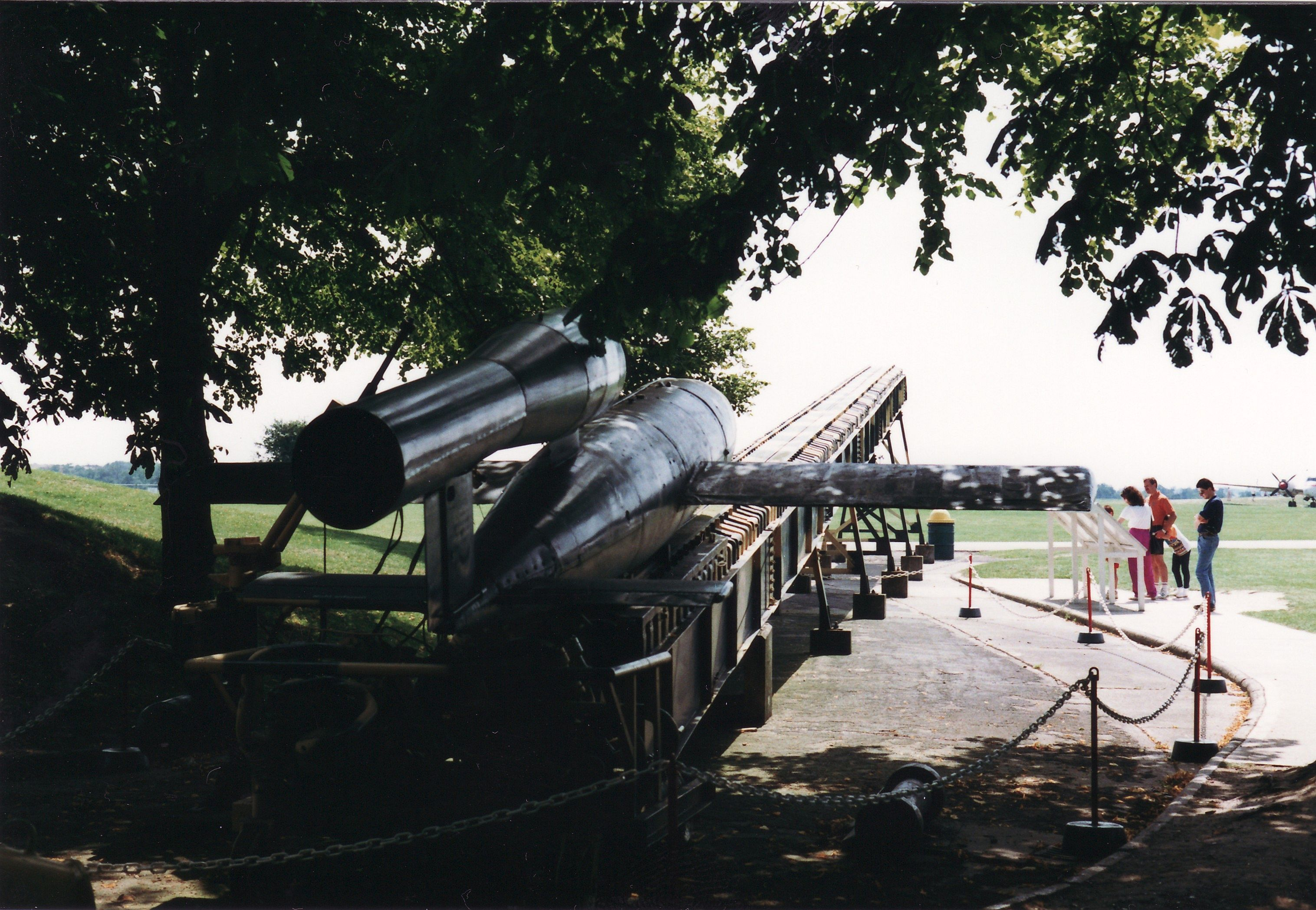
Катапульта для запуску, Duxford

Катапульта являла собою масивну сталеву конструкцію завдовжки 49м (довжина шляху розгону 45м) і монтувалася з 9-и секцій. Нахил катапульти до горизонту — 6°. На верхній стороні знаходилися напрямні, по яких рухався снаряд при розгоні. Усередині катапульти по всій її довжині проходила труба діаметром 292 мм, яка виконувала роль циліндра парового двигуна. У трубі вільно переміщався поршень, який перед стартом зчіплювався з бугелями на нижній частині фюзеляжу снаряда. Поршень приводився в рух тиском в 57 бар парогазовою сумішшю, що подавалася в циліндр із спеціального реактора, у якому відбувалося розкладання концентрованого перекису водню під впливом перманганату калію. Передній кінець циліндра був відкритий і після сходу снаряда з катапульти поршень вилітав з циліндра і вже в польоті відчіплювався від снаряда. Катапульта надавала снаряду початкову швидкість близько 250 км/годину. Час розгону — близько 3 сек.
За розрахунками з однієї катапульти можна було запустити до 15 снарядів в день, хоча на практиці це робилося далеко не завжди. Рекорд становив 18 запусків в 1 день. Близько 20 % всіх пусків з катапульти були аварійними.
Третьою повітряною ескадрою Люфтваффе, що носила ім'я III/KG 3 «Blitz Geschwader» (нім. «Блискавична ескадра»), з липня 1944 року по січень 1945 року було виконано 1176 запусків з модифікованих He 111 (що носили позначення H-22s). Повоєнні дослідження оцінюють втрати «Фау-1» в 40 % при запуску з літаків, які теж зазнавали втрат, як від атак винищувачів противника, так і від факела двигуна снаряда, в зоні якого на декілька секунд після пуску опинявся літак. У самому кінці війни було виготовлено кілька пілотованих «Фау-1» (так і не використаних), які передбачали підйом у повітря на тросі, з використанням реактивного Ar 234 як буксирувальника.

## V4 (Фау-4)

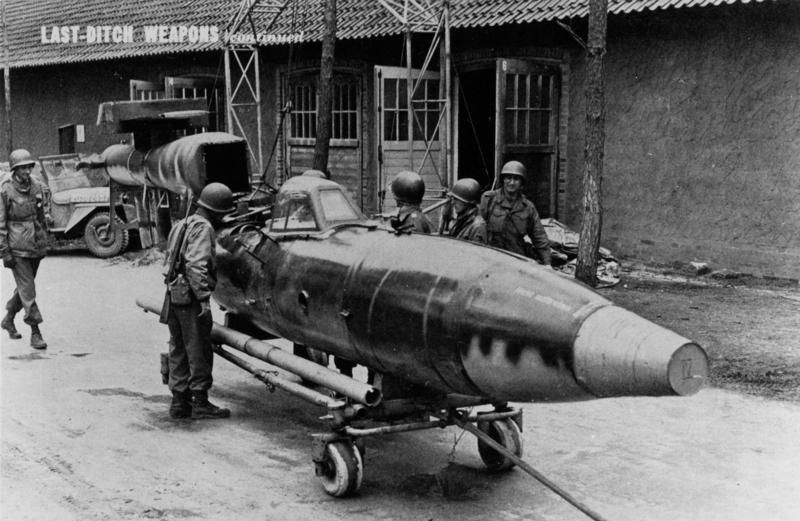
Пілотований варіант крилатої ракети — Fieseler Fi 103R

Пілотований варіант крилатої ракети Fieseler Fi 103R, або V4 повинен був застосовуватися проти армад бомбардувальників союзників. Кабіна пілота перебувала в задній частині фюзеляжу, перед дифузором двигуна: . Пілот повинен був направляти літак на ціль і потім викидатися з парашутом. До 1944 року було побудовано 175 екземплярів. Розроблявся проєкт використання V4 як зброї камікадзе. Для цього створювалася армійська операція підготовки пілотів-смертників (т. зв. Selbstopfer). Всього було підготовлено 200 таких пілотів. Хоча літаки типу V-4 зрештою так і не надійшли в розпорядження пілотів-смертників, пілоти з цієї програми були використані з наявними літаками.

## Бойове застосування

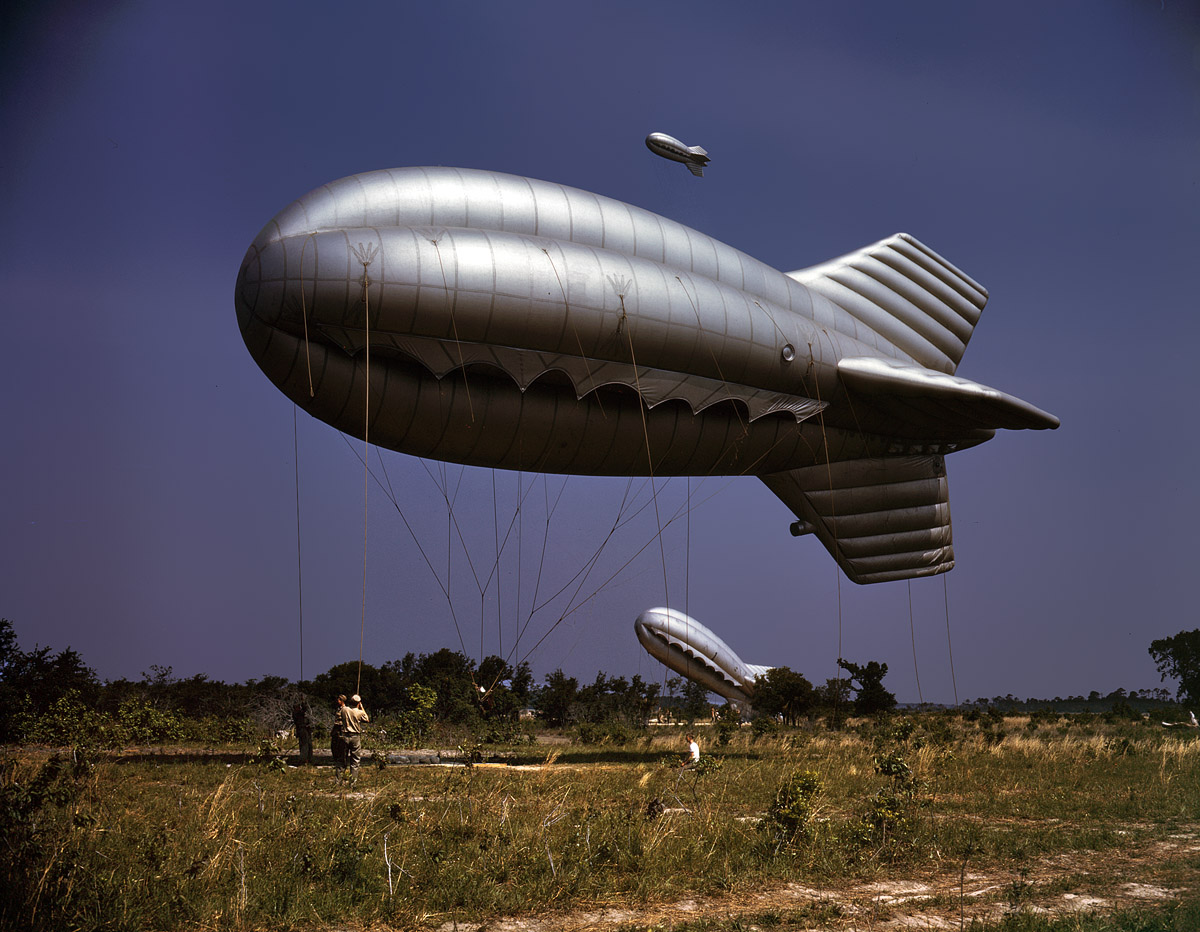
У надії, що Фау-1 будуть збиті використано приблизно 2000 аеростатів загородження

Бойове розгортання ракет почалося в 1943 році з підготовки кількох стартових позицій у Франції. З інженерної точки зору, представлялися вигіднішими добре захищені залізобетонні стартові комплекси («важкі» позиції), в той час як з військової точки зору краще були розосереджені «легкі» позиції. У підсумку було прийнято компромісне рішення про устаткуванні 4-х «важких позицій» (Бункер Сіракур і Бункер Брекоерт) і 96 «легких». Фактично, жодна важка позиція так і не була завершена, і всі запуски здійснювалися з легких.
13 червня 1944 відбулось перше бойове застосування німецьких крилатих ракет Фау-1, удар завдано по Лондону.
Всього було виготовлено близько 30 000 апаратів. До 29 березня 1945 року близько 10 000 було запущено по Англії; 3200 впали на її території, з них 2419 досягли Лондона, викликавши втрати в 6184 чоловік убитими і 17 981 пораненими. Лондонці називали Фау-1 «літаючими бомбами» (flying bomb), а також «дзижчачими бомбами» (buzz bomb) через характерний звук пульсуючого повітряно-реактивного двигуна.

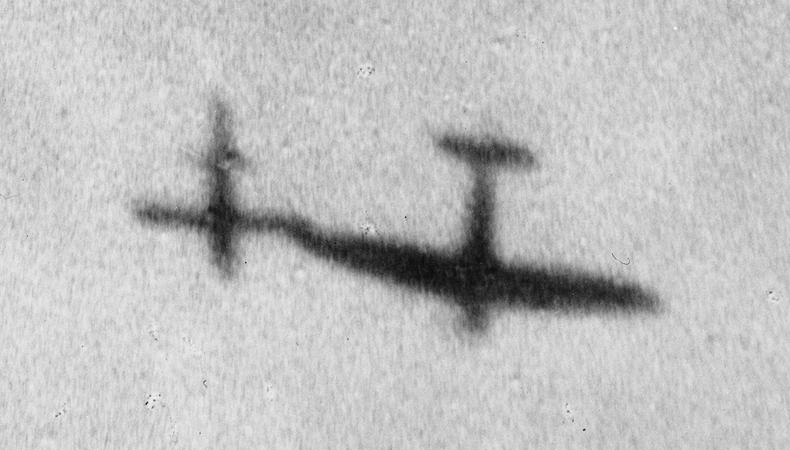
Супермарін Спітфайр (праворуч) кінчиком крила «підчіплює» і перевертає V-1 (ліворуч); гіроскопи ракети не в змозі повернути її після цього на курс, вона падає

Близько 20 % ракет відмовляли при запуску, 25 % знищувалися англійської авіацією, 17 % збивалися зенітками, 7 % руйнувалися при зіткненні з аеростатами загородження, двигуни відмовляли до досягнення цілі, а їх вібрація часто виводила ракету з ладу, так що близько 20 % Фау-1 падали в море. Хоча конкретні цифри варіюються від джерела до джерела, британська доповідь, опублікована після війни, показала, що 7547 Фау-1 були запущені по Англії. У доповіді вказується, що з них 1847 були знищені винищувачами, 1866 були знищені зенітною артилерією, 232 були знищені аеростатами загородження і 12 — артилерією кораблів Королівського ВМФ.
Прорив у військовій електроніці (розробка радіодетонаторів для зенітних снарядів — снаряди з такими підривниками виявилися втричі ефективніше навіть при порівнянні з новітнім для того часу радіолокаційним управлінням вогнем) призвів до того, що втрати німецьких літаків-снарядів у нальотах на Англію зросли з 24 % до 79 %, внаслідок чого ефективність (і інтенсивність) таких нальотів значно знизилася.

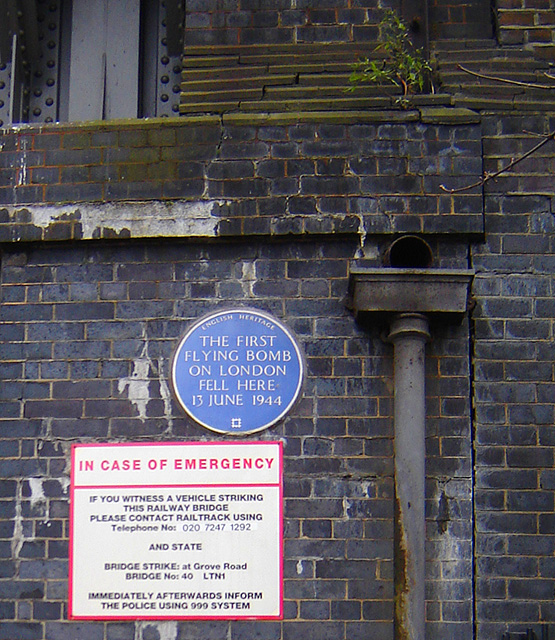
Пам'ятна дошка в Лондоні на місці падіння першого снаряда Фау-1 13 червня 1944 р., який забрав життя 11 лондонців

Після того як союзники висадились на континент, захопили або розбомбили більшу частину наземних установок, спрямованих на Лондон, німці почали обстріл стратегічно важливих пунктів в Нідерландах (насамперед порт Антверпена, Льєж), кілька снарядів були випущені по Парижу.
Велика Британія за підтримки США застосувала зенітні артилерійські комплекси у складі РЛС наведення SCR-584, електронної станції керування M-9 та 90-мм зенітних гармат. Разом з радіодетонаторами, вони виявились ефективним засобом боротьби з крилатими ракетами, успішно відбивали атаки на Лондон та Антверпен.
Спершу, зенітні артилерійські комплекси були розгорнуті навколо Лондона і тому на їх роботу було накладено низку обмежень: перед відкриттям вогню обслуга мала переконатись, що в повітрі знаходиться саме крилата ракета і поблизу нема літака (винищувача). Та попри ці обмеження, в проміжок між 18 червня й 17 липня 1944 року зенітна артилерія збила 343 Фау-1, що становило 10 % від загальної кількості, або ж 22 % від знищених (решта була збита з винищувачів, врізалась у повітряні кулі, чи підбиті з кораблів).
В середині липня 1944 року зенітні артилерійські комплекси були розгорнуті на південному узбережжі, де вони вже могли вести вогонь по повітряних цілях над протокою без таких обмежень. Від 17 липня й до 31 серпня зенітна артилерія знищила 1286 Фау-1, або ж 34 % від загальної кількості, або ж 55 % від збитих.
В жовтні 1944 року зенітні артилерійські комплекси в такому ж складі (РЛС SCR-584, станції керування M-9, снаряди з радіодетонаторами) з успіхом захищали порти Антверпена від ударів також крилатими ракетами.

## Оцінка проєкту
Наприкінці грудня 1944 року генерал Клейтон Біссел (англ. Clayton Bissell) представив звіт, який вказує на значні переваги V1 в порівнянні з традиційними повітряними бомбардуваннями.